# 18236 Bernardburke
A 18236 Bernardburke (ideiglenes jelöléssel 1059 T-2) a Naprendszer kisbolygóövében található aszteroida. Cornelis Johannes van Houten,   Ingrid van Houten-Groeneveld és Tom Gehrels fedezte fel 1973. szeptember 29-én.